# Елізабеттаун (Північна Кароліна)
Елізабеттаун (англ. Elizabethtown) — місто (англ. town) в США, в окрузі Блейден штату Північна Кароліна. Населення — 3296 осіб (2020).

## Географія
Елізабеттаун розташований за координатами 34°37′27″ пн. ш. 78°36′36″ зх. д. / 34.62417° пн. ш. 78.61000° зх. д. (34.624049, -78.610026).  За даними Бюро перепису населення США в 2010 році місто мало площу 12,13 км², з яких 12,04 км² — суходіл та 0,09 км² — водойми.

## Демографія
Згідно з переписом 2010 року, у місті мешкали 3583 особи в 1586 домогосподарствах у складі 876 родин. Густота населення становила 295 осіб/км².  Було 1832 помешкання (151/км²).
Расовий склад населення:
| - 51,0 % — чорних або афроамериканців - 43,7 % — білих - 0,7 % — азіатів - 0,5 % — корінних американців - 2,5 % — осіб інших рас |

До двох чи більше рас належало 1,6 %. Частка іспаномовних становила 4,1 % від усіх жителів.
За віковим діапазоном населення розподілялося таким чином: 20,7 % — особи молодші 18 років, 57,8 % — особи у віці 18—64 років, 21,5 % — особи у віці 65 років та старші. Медіана віку мешканця становила 44,8 року. На 100 осіб жіночої статі у місті припадало 80,2 чоловіків;  на 100 жінок у віці від 18 років та старших — 76,1 чоловіків також старших 18 років.
Середній дохід на одне домашнє господарство  становив 42 813 долари США (медіана — 23 544), а середній дохід на одну сім'ю — 63 969 доларів (медіана — 41 556). Медіана доходів становила 36 843 долари для чоловіків та 37 000 доларів для жінок. За межею бідності перебувало 41,2 % осіб, у тому числі 59,7 % дітей у віці до 18 років та 35,5 % осіб у віці 65 років та старших.
Цивільне працевлаштоване населення становило 883 особи. Основні галузі зайнятості: освіта, охорона здоров'я та соціальна допомога — 24,0 %, виробництво — 17,7 %, роздрібна торгівля — 15,6 %.